# Dietes grandiflora
Dietes grandiflora är en irisväxtart som beskrevs av Nicholas Edward Brown. Dietes grandiflora ingår i släktet Dietes och familjen irisväxter. Inga underarter finns listade i Catalogue of Life.

## Bildgalleri

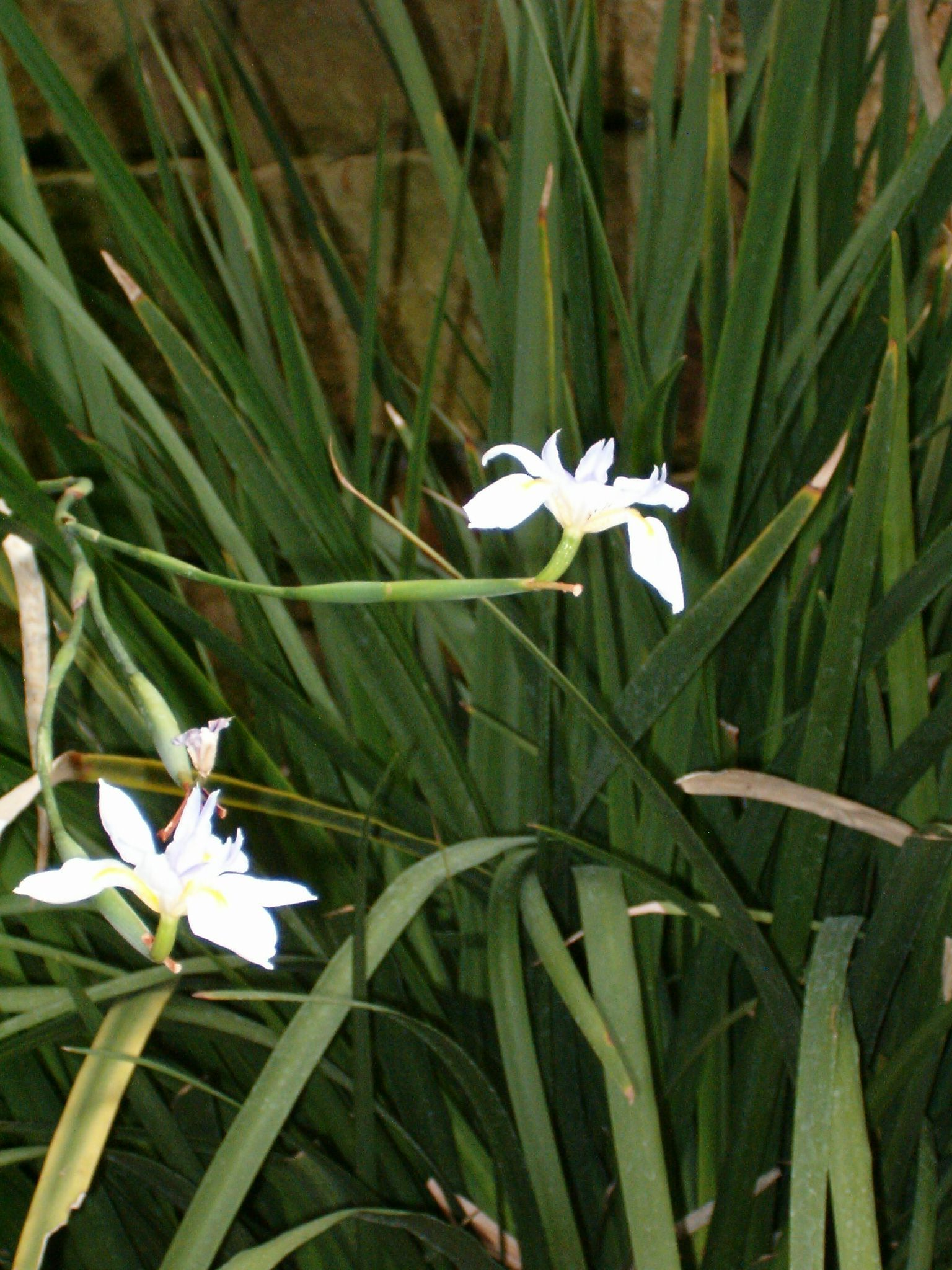
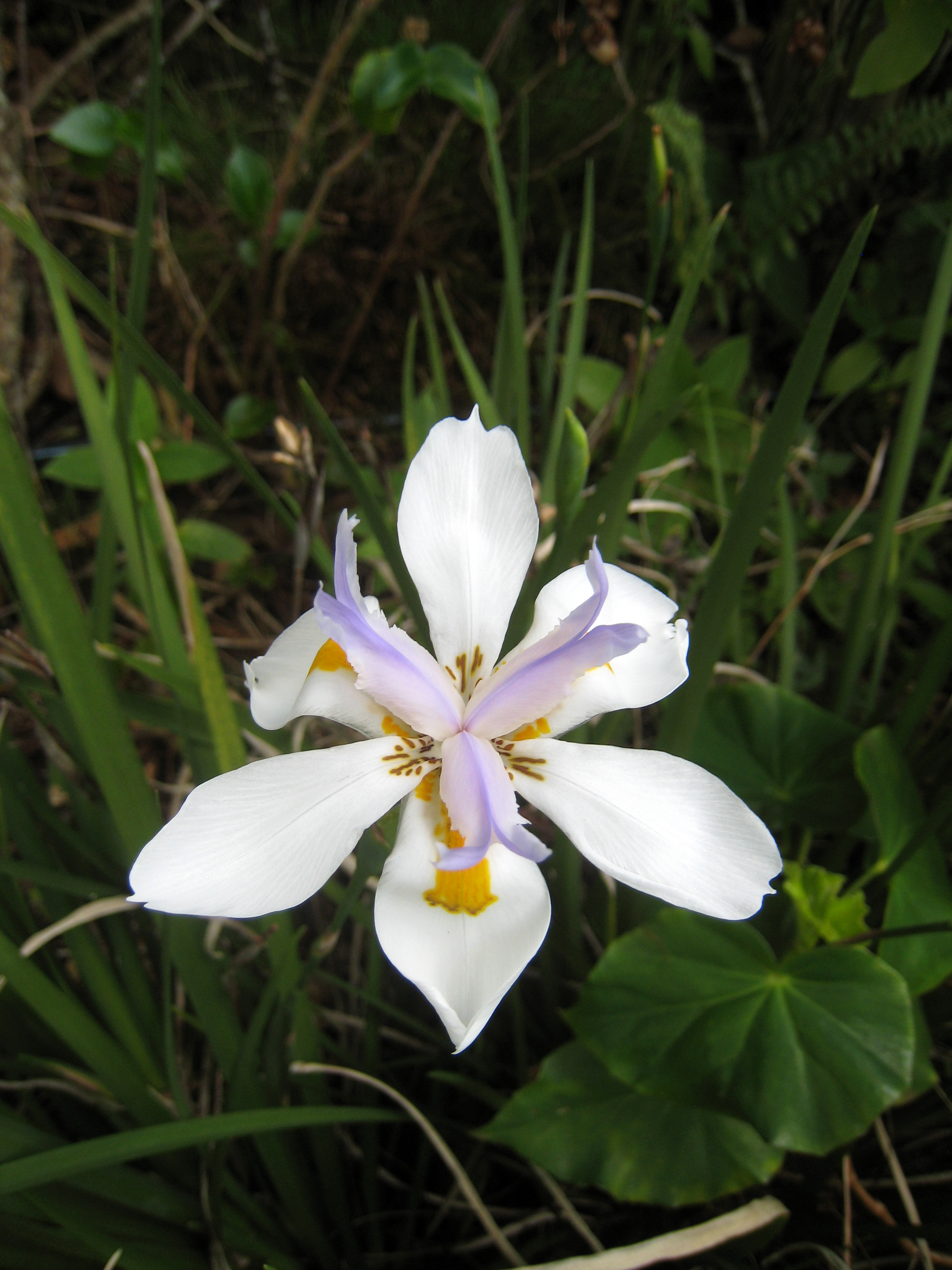
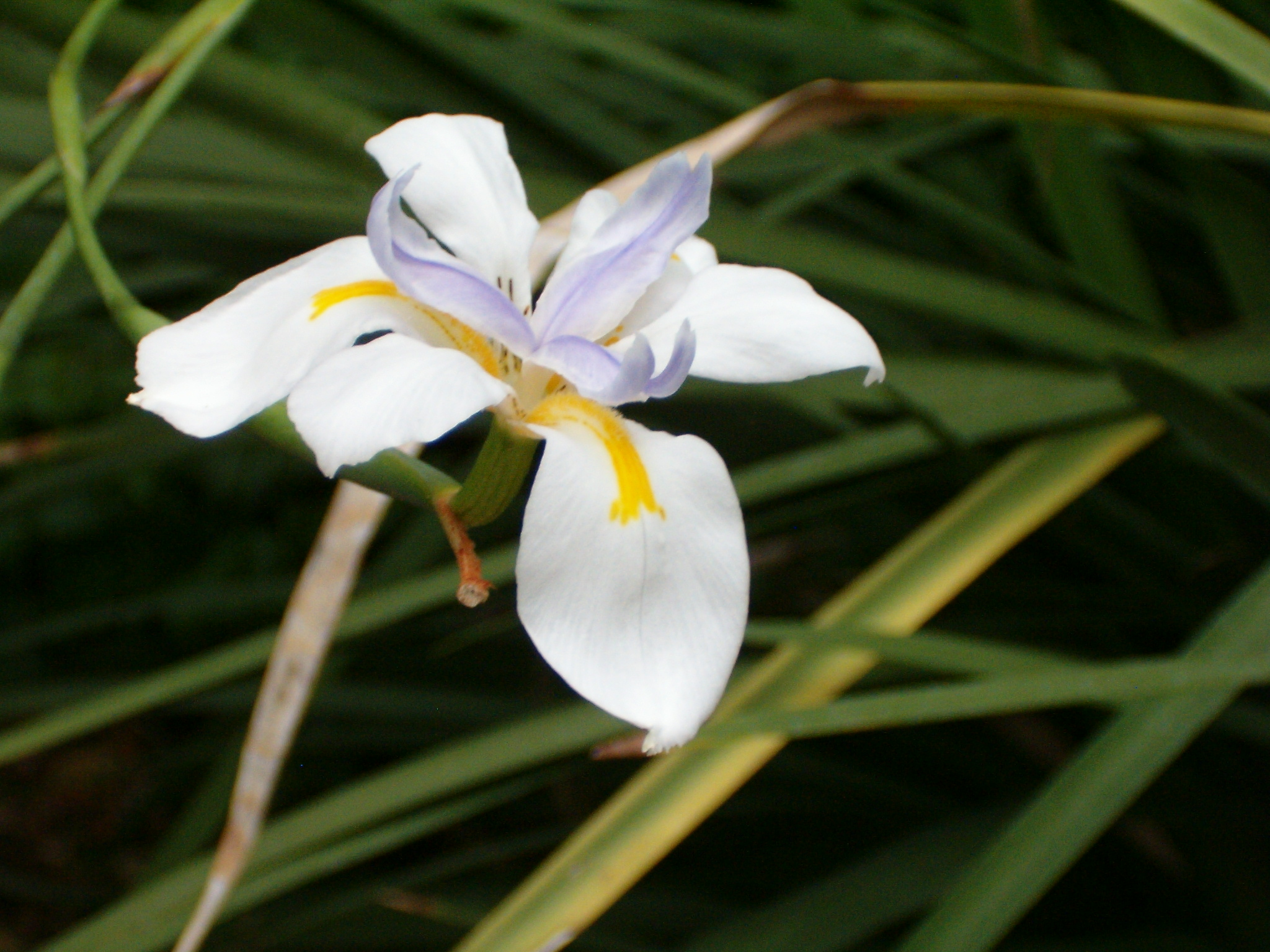
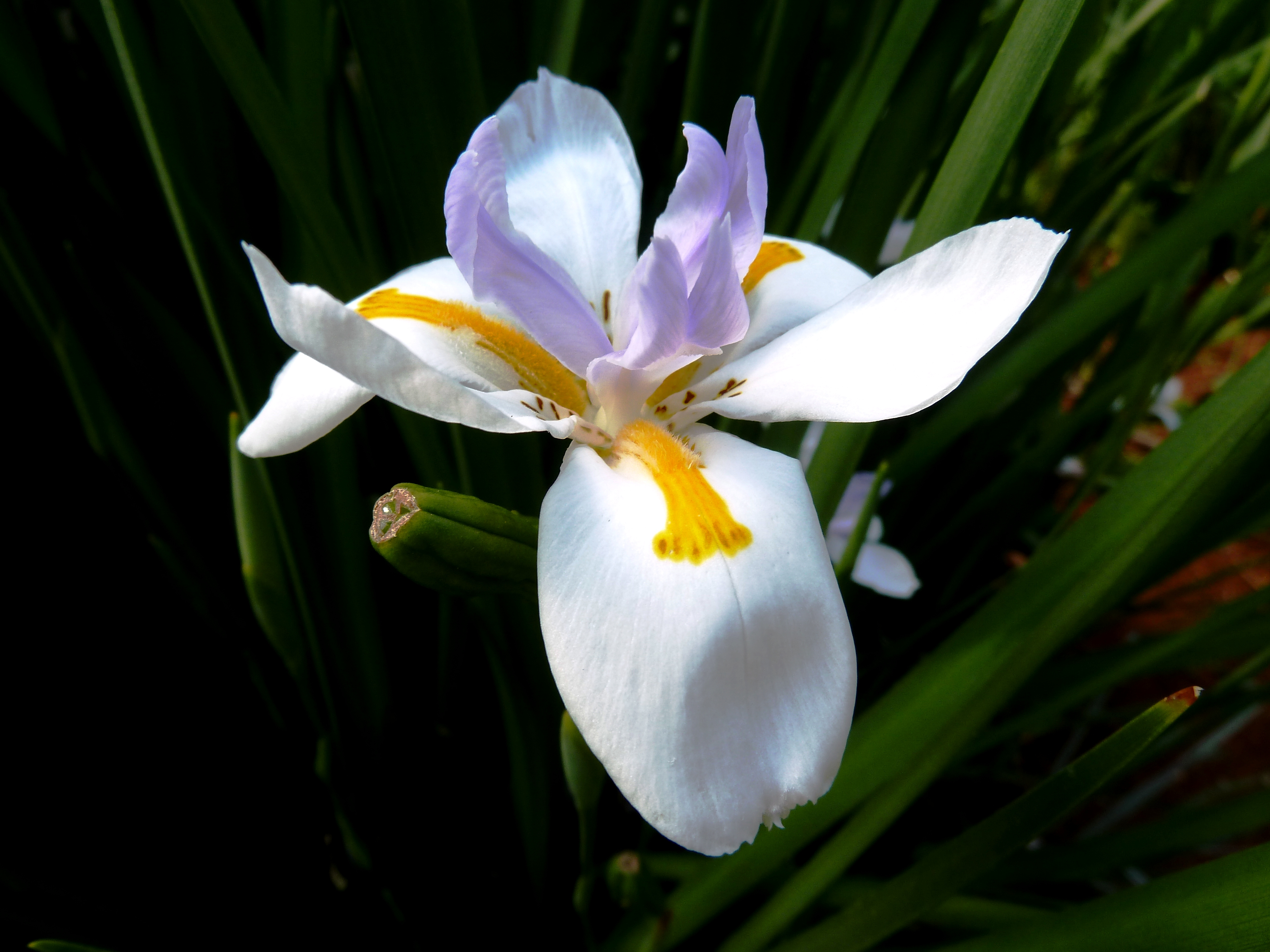
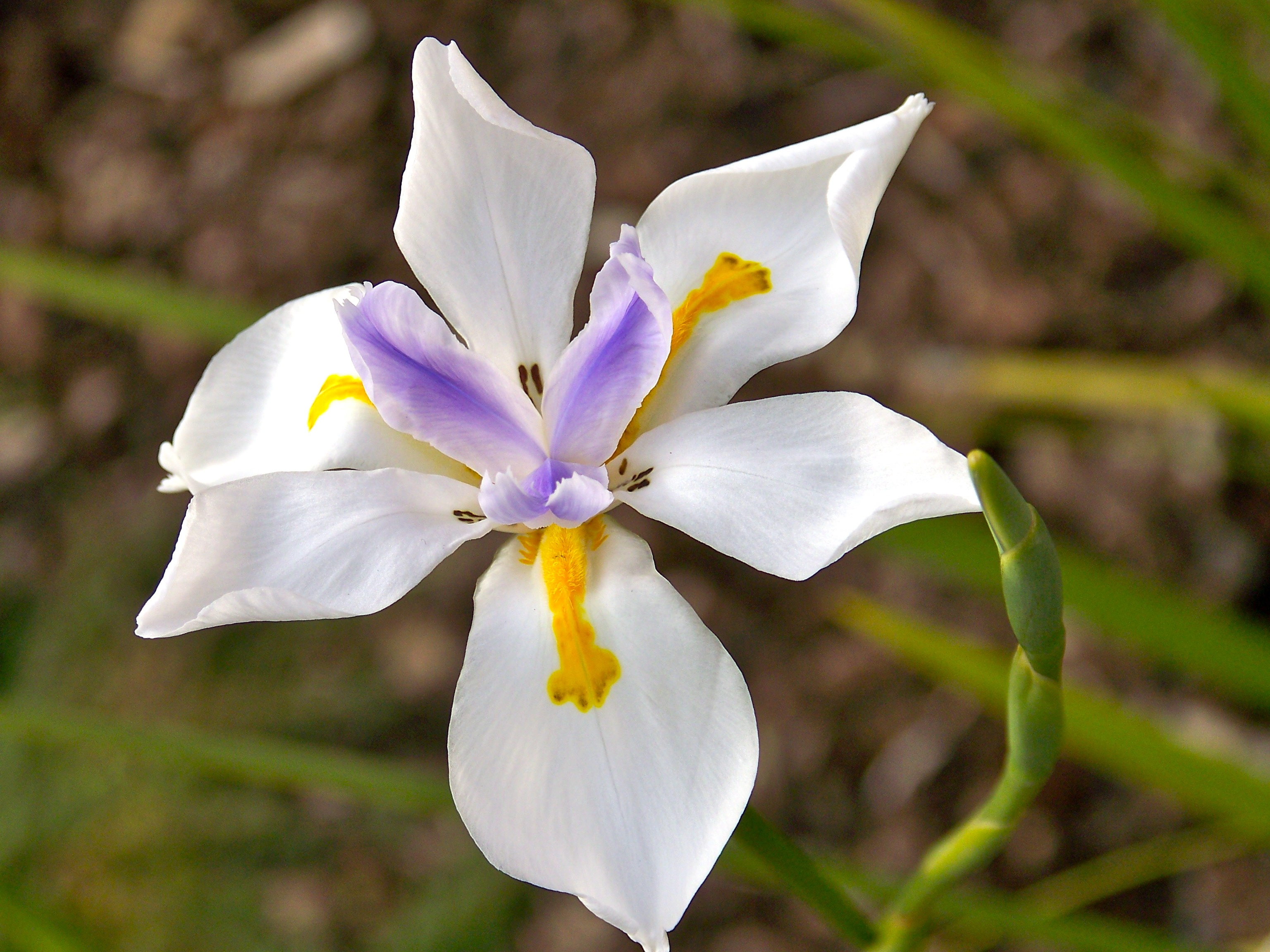
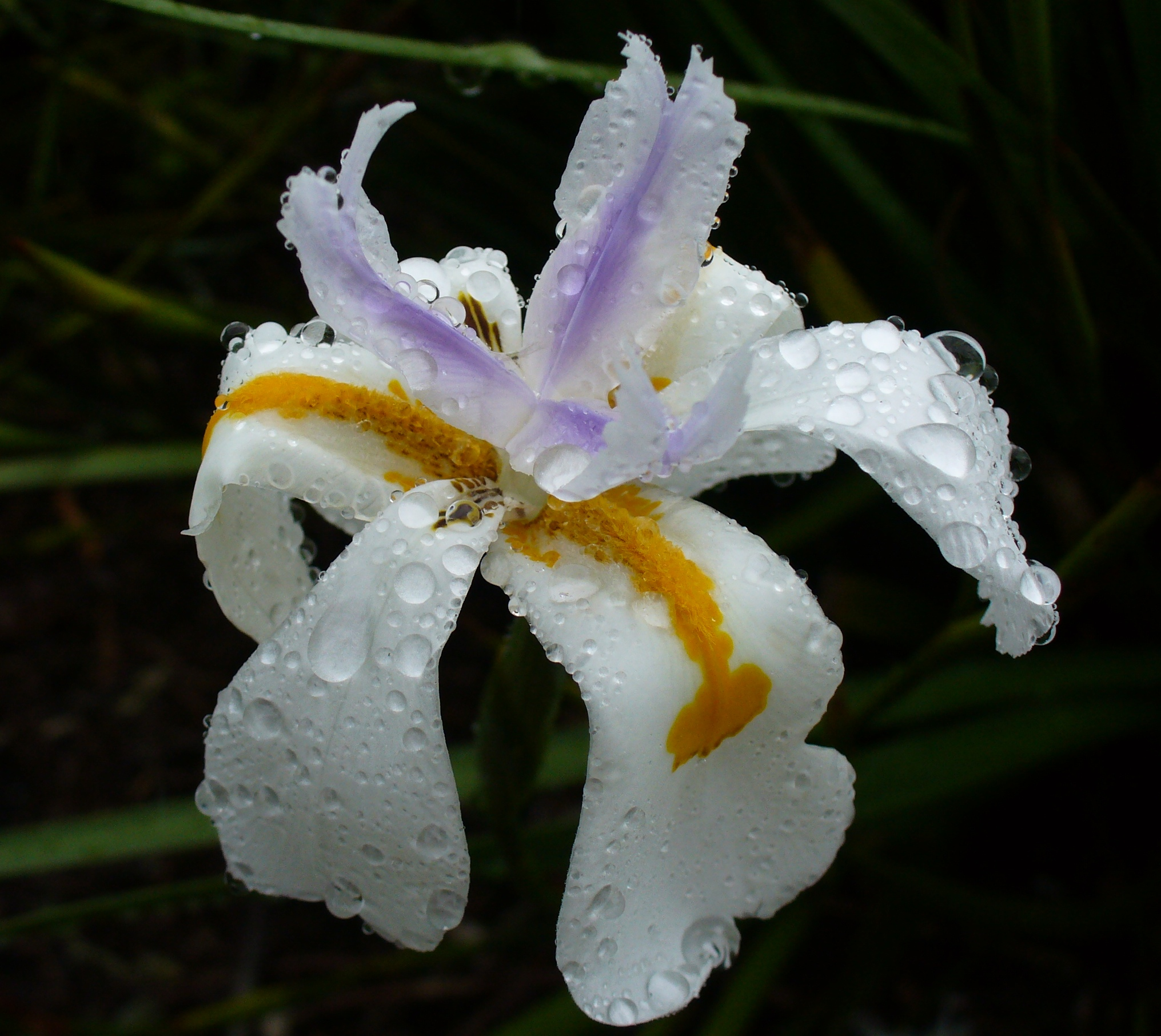